# Lockheed Martin X-44A
Lockheed Martin X-44A – prototypowy, amerykański bezzałogowy aparat latający, zaprojektowany w należących do Lockheed Martin zakładach Skunk Works.

## Historia
Maszyna przez wiele lat pozostawała tajną konstrukcją, o której jedyne informacje jakie dostały się do publicznej wiadomości pochodziły z rysunku patentowego pochodzącego z 1994 roku. Ujawniono również informacje o fakcie jego zbudowania i oblatania. Maszyn została po raz pierwszy zaprezentowana publicznie 23 marca 2018 roku na pokazach zorganizowanych z okazji 75. lecia zakładów Skunk Works, w których X-44A został zaprojektowany, wybudowany w 1999 roku i oblatany w 2001 roku. Do napędu maszyny zastosowano prawdopodobnie turbowentylatorowy silnik Williams F112. Samolot stanowi element ewolucyjnego rozwoju bezzałogowych aparatów latających wytwórni Lockheed Martin. Po anulowaniu w 1999 roku programu RQ-3 DarkStar, powstał X-44A, który pozwolił uzyskać doświadczenie wykorzystane przy budowie i projektowaniu kolejnej maszyny, Lockheed Martin RQ-170 Sentinel. Nieznany jest zakres, w jakim konstruktorzy chcieli obniżyć skuteczną powierzchnię odbicia radiolokacyjnego aparatu. Jednak przyjęty układ konstrukcyjny latającego skrzydła oraz wysoko umieszczony na kadłubie wlot powietrza do silnika, osłaniający łopatki pierwszego stopnia sprężarki silnika sugeruje, iż było to jednym z priorytetów konstrukcyjnych.